# Volta Regional Museum
Koordinaten: 6° 36′ 31,1″ N, 0° 28′ 7,6″ O

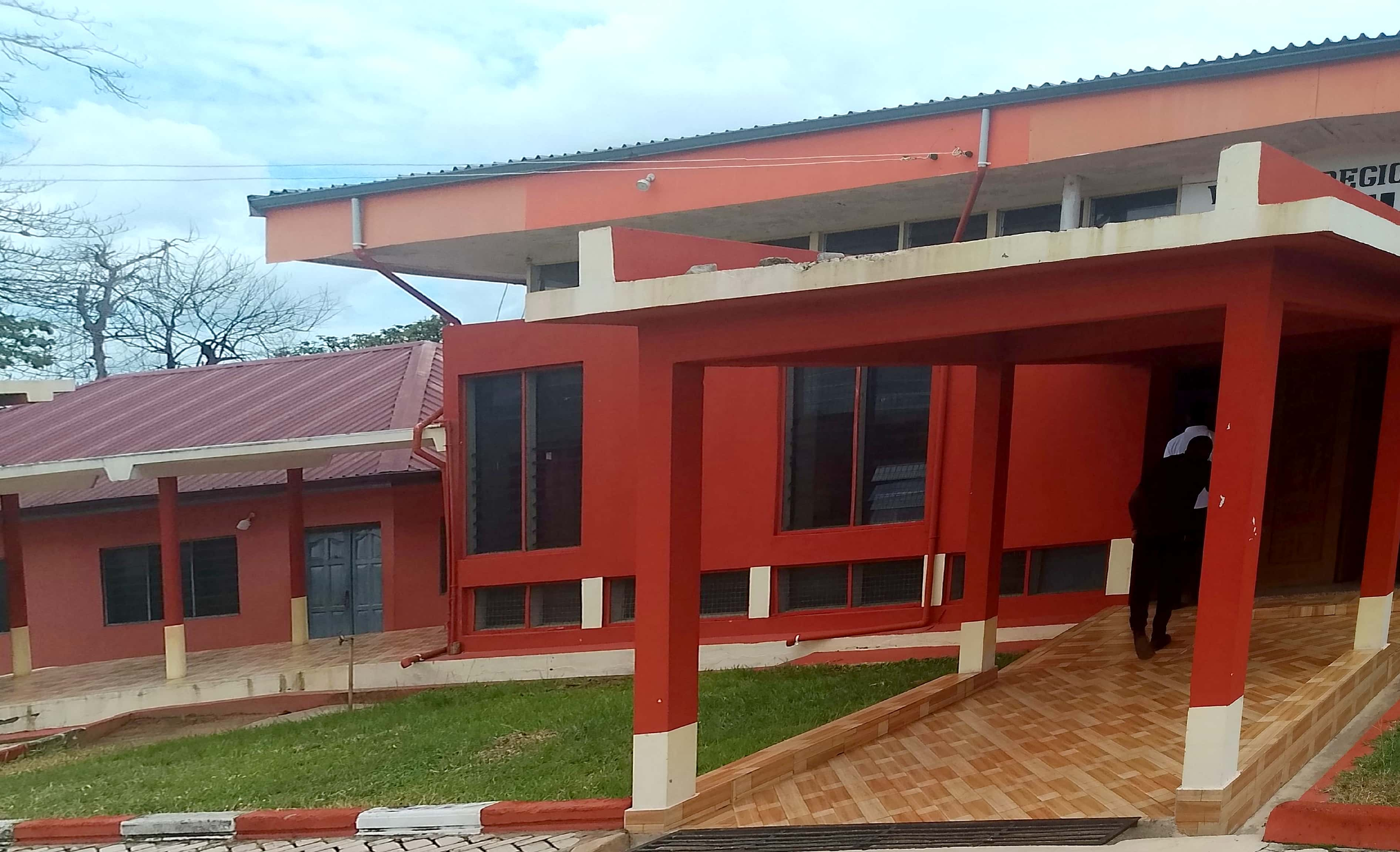
Außenansicht des Museums (2025)

Das Volta Regional Museum ist ein ethnographisches Museum in der Stadt Ho, der Hauptstadt der Volta Region von Ghana.
Es liegt im Zentrum der Stadt an der Glalah Road,  unmittelbar südlich des Krankenhauses.
Im Museum finden regelmäßig verschiedene Ausstellungen statt, unter anderem Ausstellungen zur einzigartigen „Kente-Webkunst“. Weiterhin gibt es dort eine Dauerausstellung zur Geschichte von Ghana, eine Schwerterausstellung, Malereien und vieles mehr.